# Dutenhofen
Dutenhofen ist der östlichste Stadtteil von Wetzlar im mittelhessischen Lahn-Dill-Kreis. Der Ort hat etwa 3.169 Einwohnern (Stand Januar 2024).

## Geografie
Der Stadtteil liegt an und über einem Nordhang des Lahntals und zählt zum Hüttenberger Land. Dutenhofen erstreckt sich südlich oberhalb der Lahn am Hang und auf einer Hochfläche, die es sich mit dem Nachbarort Münchholzhausen teilt. Am östlichen Ortsrand fließt der Welschbach, im Westen der Stehbach. Nahe Dutenhofen mündet der Kleebach in die Lahn.

## Geschichte

### Historische Namensformen
In erhaltenen Urkunden wurde Dutenhofen unter den folgenden Ortsnamen erwähnt (in Klammern das Jahr der Erwähnung):
- Dǒdenhouen, de (1150) [Fälschung Wyss, Urkundenbuch der Deutschordens-Ballei 3, Nr. 1336, S. 311–313]
- Dudenhoben, de (1246) [Urkundenbuch der Stadt Wetzlar 1, S. 13 Nr. 45]
- Dudenhoven, de (1265) [Urkundenbuch der Stadt Wetzlar 1, S. 43 Nr. 116]

### Ortsgeschichte
Bereits 769 (Dudari) und 770 (Duda marca) wird ein solcher Ortsname im Lahngau in Urkunden des Lorscher Codex zu Schenkungen an das Kloster Lorsch erwähnt. Allerdings sind diese nicht eindeutig Dutenhofen zuzuordnen. Als Dodenhoven wird der Ort dann eindeutig im Jahr 1150 in einer Urkunde des Klosters Schiffenberg erwähnt.
Im Jahr 1333 fiel die Westhälfte der ehemaligen Grafschaft Gleiberg mit Dutenhofen an die Grafen von Nassau-Weilburg. Mit der Annexion des Herzogtums Nassau durch Preußen im Jahre 1866 kam Dutenhofen an Preußen.
Hessische Gebietsreform (1970–1977)
Dutenhofen war bis 1976 eine eigenständige Gemeinde. Diese wurde zum 1. Januar 1977 im Zuge der Gebietsreform in Hessen kraft Landesgesetz in die neu gebildete Stadt Lahn eingegliedert. Nach deren Auflösung wurde Dutenhofen am 1. August 1979 zu einem Wetzlarer Stadtteil. Für Dutenhofen wurde je ein Ortsbezirk mit Ortsbeirat und Ortsvorsteher nach Maßgabe der §§ 81 und 82 HGO und des Kommunalwahlgesetzes in der jeweils gültigen Fassung gebildet.

### Verwaltungsgeschichte im Überblick
Die folgende Liste zeigt die Staaten und Verwaltungseinheiten, denen Dutenhofen angehört(e):
- ab 14. Jahrhundert: Heiliges Römisches Reich, Amt Hüttenberg (Kondominium: Grafschaft Nassau und Landgrafschaft Hessen)
- ab 1567: Heiliges Römisches Reich, Amt Hüttenberg (Kondominium: Grafschaft Nassau und Landgrafschaft Hessen-Marburg)[11]
- 1604–1648: hessischer Anteil strittig zwischen Landgrafschaft Hessen-Darmstadt und Landgrafschaft Hessen-Kassel (Hessenkrieg)
- ab 1604: Heiliges Römisches Reich, Amt Hüttenberg (Kondominium: Grafschaft Nassau und Landgrafschaft Hessen-Darmstadt)
- ab 1703: Heiliges Römisches Reich, Grafschaft Nassau-Weilburg (durch Teilungsvertrag), Oberamt Atzbach, Amt Hütten- und Stoppelberg[12][13]
- ab 1806: Herzogtum Nassau,[Anm. 2] Herzogtum Nassau, Amt Hüttenberg
- ab 1816: Königreich Preußen,[Anm. 3] Provinz Großherzogtum Niederrhein, Regierungsbezirk Koblenz, Kreis Wetzlar[Anm. 4]
- ab 1822: Königreich Preußen, Rheinprovinz, Regierungsbezirk Koblenz, Kreis Wetzlar[Anm. 5]
- ab 1867: Norddeutscher Bund,[Anm. 6] Königreich Preußen, Rheinprovinz, Regierungsbezirk Koblenz, Kreis Wetzlar
- ab 1871: Deutsches Reich, Königreich Preußen, Rheinprovinz, Regierungsbezirk Koblenz, Kreis Wetzlar
- ab 1918: Deutsches Reich(Weimarer Republik), Freistaat Preußen, Rheinprovinz, Regierungsbezirk Koblenz, Kreis Wetzlar
- ab 1932: Deutsches Reich, Freistaat Preußen, Provinz Hessen-Nassau, Regierungsbezirk Wiesbaden, Kreis Wetzlar
- ab 1944: Deutsches Reich, Freistaat Preußen, Provinz Nassau, Kreis Wetzlar
- ab 1945: Amerikanische Besatzungszone,[Anm. 7] Groß-Hessen, Regierungsbezirk Wiesbaden, Kreis Wetzlar
- ab 1949: Bundesrepublik Deutschland, Hessen, Regierungsbezirk Wiesbaden, Kreis Wetzlar
- ab 1968: Bundesrepublik Deutschland, Hessen, Regierungsbezirk Darmstadt, Kreis Wetzlar
- ab 1977: Bundesrepublik Deutschland, Hessen, Regierungsbezirk Darmstadt, Stadt Lahn
- ab 1979: Bundesrepublik Deutschland, Hessen, Regierungsbezirk Darmstadt, Lahn-Dill-Kreis, Stadt Wetzlar
- ab 1981: Bundesrepublik Deutschland, Hessen, Regierungsbezirk Gießen, Lahn-Dill-Kreis, Stadt Wetzlar

## Bevölkerung

### Einwohnerstruktur 2011
Nach den Erhebungen des Zensus 2011 lebten am Stichtag dem 9. Mai 2011 in Dutenhofen 3030 Einwohner. Darunter waren 135 (4,4 %) Ausländer. Nach dem Lebensalter waren 507 Einwohner unter 18 Jahren, 1392 zwischen 18 und 49, 588 zwischen 50 und 64 und 540 Einwohner waren älter. Die Einwohner lebten in 1335 Haushalten. Davon waren 465 Singlehaushalte, 336 Paare ohne Kinder und 393 Paare mit Kindern, sowie 117 Alleinerziehende und 24 Wohngemeinschaften. In 252 Haushalten lebten ausschließlich Senioren und in 933 Haushaltungen lebten keine Senioren.

### Einwohnerentwicklung
| Dutenhofen: Einwohnerzahlen von 1834 bis 2020 | Dutenhofen: Einwohnerzahlen von 1834 bis 2020 | Dutenhofen: Einwohnerzahlen von 1834 bis 2020 | Dutenhofen: Einwohnerzahlen von 1834 bis 2020 | Dutenhofen: Einwohnerzahlen von 1834 bis 2020 |
| --- | --------------------------------------------- | --------------------------------------------- | --------------------------------------------- | --------------------------------------------- |
| Jahr |                                               |                                               |                                               | Einwohner                                     |
| 1834 | 1834                                          |                                               | 563                                           | 563                                           |
| 1840 | 1840                                          |                                               | 618                                           | 618                                           |
| 1846 | 1846                                          |                                               | 623                                           | 623                                           |
| 1852 | 1852                                          |                                               | 691                                           | 691                                           |
| 1858 | 1858                                          |                                               | 673                                           | 673                                           |
| 1864 | 1864                                          |                                               | 679                                           | 679                                           |
| 1871 | 1871                                          |                                               | 703                                           | 703                                           |
| 1875 | 1875                                          |                                               | 747                                           | 747                                           |
| 1885 | 1885                                          |                                               | 837                                           | 837                                           |
| 1895 | 1895                                          |                                               | 949                                           | 949                                           |
| 1905 | 1905                                          |                                               | 1.102                                         | 1.102                                         |
| 1910 | 1910                                          |                                               | 1.257                                         | 1.257                                         |
| 1925 | 1925                                          |                                               | 1.416                                         | 1.416                                         |
| 1939 | 1939                                          |                                               | 1.536                                         | 1.536                                         |
| 1946 | 1946                                          |                                               | 2.175                                         | 2.175                                         |
| 1950 | 1950                                          |                                               | 2.345                                         | 2.345                                         |
| 1956 | 1956                                          |                                               | 2.433                                         | 2.433                                         |
| 1961 | 1961                                          |                                               | 2.459                                         | 2.459                                         |
| 1967 | 1967                                          |                                               | 2.579                                         | 2.579                                         |
| 1970 | 1970                                          |                                               | 2.582                                         | 2.582                                         |
| 1980 | 1980                                          |                                               | ?                                             | ?                                             |
| 1990 | 1990                                          |                                               | 2.668                                         | 2.668                                         |
| 1998 | 1998                                          |                                               | 2.923                                         | 2.923                                         |
| 2005 | 2005                                          |                                               | 3.124                                         | 3.124                                         |
| 2009 | 2009                                          |                                               | 3.245                                         | 3.245                                         |
| 2011 | 2011                                          |                                               | 3.130                                         | 3.130                                         |
| 2015 | 2015                                          |                                               | 3.121                                         | 3.121                                         |
| 2020 | 2020                                          |                                               | 3.071                                         | 3.071                                         |
| Datenquelle: Historisches Gemeindeverzeichnis für Hessen: Die Bevölkerung der Gemeinden 1834 bis 1967. Wiesbaden: Hessisches Statistisches Landesamt, 1968. Weitere Quellen: ; nach 1977: Einwohnerzahlen Stadt Wetzlar; Zensus 2011 |                                               |                                               |                                               |                                               |

### Religionszugehörigkeit
| • 1961: | 2459 evangelische (= 79,75 %) und 455 katholische (= 18,50 %) Einwohner                                          |
| • 2017: | 1669 evangelische (= 53,5 %), 444 katholische (= 14,2 %), 1006 konfessionslose und sonstige (= 32,3 %) Einwohner |

### Staatsangehörigkeit
Quelle: Stadt Wetzlar
| • 2005: | 2953 Deutsche, 135 Nichtdeutsche (2,4 %) davon 61 Frauen und 74 Männer  |
| • 2012: | 2935 Deutsche, 158 Nichtdeutsche (5,1 %) davon 67 Frauen und 91 Männer  |
| • 2015: | 2911 Deutsche, 210 Nichtdeutsche (6,7 %) davon 83 Frauen und 127 Männer |
| • 2017: | 2897 Deutsche, 222 Nichtdeutsche (7,1 %) davon 83 Frauen und 139 Männer |

## Politik

### Ortsbeirat
Bei den Kommunalwahlen in Hessen 2021 gab es für den Ortsbeirat Dutenhofen die folgenden Ergebnisse. Zum Vergleich die Wahlergebnisse der vorhergehenden Wahlperioden.
| Parteien und Wählergemeinschaften | Parteien und Wählergemeinschaften           | % 2021 | Sitze 2021 | % 2016 | Sitze 2016 | % 2011 | Sitze 2011 | % 2006 | Sitze 2006 |
| --------------------------------- | ------------------------------------------- | ------ | ---------- | ------ | ---------- | ------ | ---------- | ------ | ---------- |
| SPD                               | Sozialdemokratische Partei Deutschlands     | 35,8   | 3          | 44,7   | 3          | 51,8   | 4          | 53,6   | 4          |
| CDU                               | Christlich Demokratische Union Deutschlands | 44,8   | 3          | 34,2   | 2          | 36,8   | 2          | 32,3   | 2          |
| FW                                | Freie Wähler                                | 19,4   | 1          | 21,1   | 2          | 11,4   | 1          | 14,1   | 1          |
| Gesamt                            | Gesamt                                      | 100,0  | 7          | 100,0  | 7          | 100,0  | 7          | 100,0  | 7          |
| Wahlbeteiligung in %              | Wahlbeteiligung in %                        | 52,0   | 52,0       | 47,3   | 47,3       | 44,2   | 44,2       |        |            |

### Ortsvorsteher
Ortsvorsteher ist Andreas Altenheimer (CDU). Er löste am 4. Mai 2021 den bisherigen Ortsvorsteher Ulrich Loh (SPD) ab, der seit der Eingliederung Dutenhofens zu Wetzlar im Zuge der Auflösung der Stadt Lahn im August 1979 als Ortsvorsteher tätig war. Stellvertretende Ortsvorsteherin ist Sigrid Schmitt (SPD).

## Kultur und Sehenswürdigkeiten

### Vereine
- Dutenhofen ist die Heimat des Handball-Vereins HSG Dutenhofen-Münchholzhausen, aus dem der Bundesligist HSG Wetzlar hervorging. Die 1750 Zuschauer fassende Sporthalle Dutenhofen diente jahrelang als Spielstätte des Bundesliga-Teams und wird auch heute noch für Pokalspiele sowie für Jugend- und Reservemannschaften genutzt.
- Eine Reihe weiterer Sportvereine decken verschiedene Angebote im Breitensport ab, darunter der Tennisclub TC Dutenhofen und der Fußballverein SC 07 Münchholzhausen-Dutenhofen.
- Das Chorwesen ist in Dutenhofen durch mehrere Vereine und Gruppierungen vertreten, die aufgrund der unterschiedlichen Ansätze eine stilistisch breite Abdeckung der kulturellen Arbeit bieten. Dies sind der 1877 gegründete Männergesangverein Dutenhofen 1877 e. V. mit seinem Traditionschor und dem aus einem Projektchor hervorgegangene Chor „VocalSound“[22], der als Männerchor auftretende, 1924 gegründete Gesangverein „Harmonie“ Dutenhofen e. V.[23], der von der Evangelischen Kirchengemeinde Dutenhofen/Münchholzhausen getragene Kirchenchor „Jubilate“[24] (gegründet im Jahr 1929)[25] sowie der 1970 gegründete Chor Camerata vocale Dutenhofen[26].
- Im Tal des Stehbachs befindet sich, neben Sport- und Tennisplätzen, der Festplatz, wo die Burschenschaft Dutenhofen „siccus non immo“ e. V. jährlich die Zeltkirmes ausrichtet.

### Kulturdenkmäler
- Liste der Kulturdenkmäler in Dutenhofen

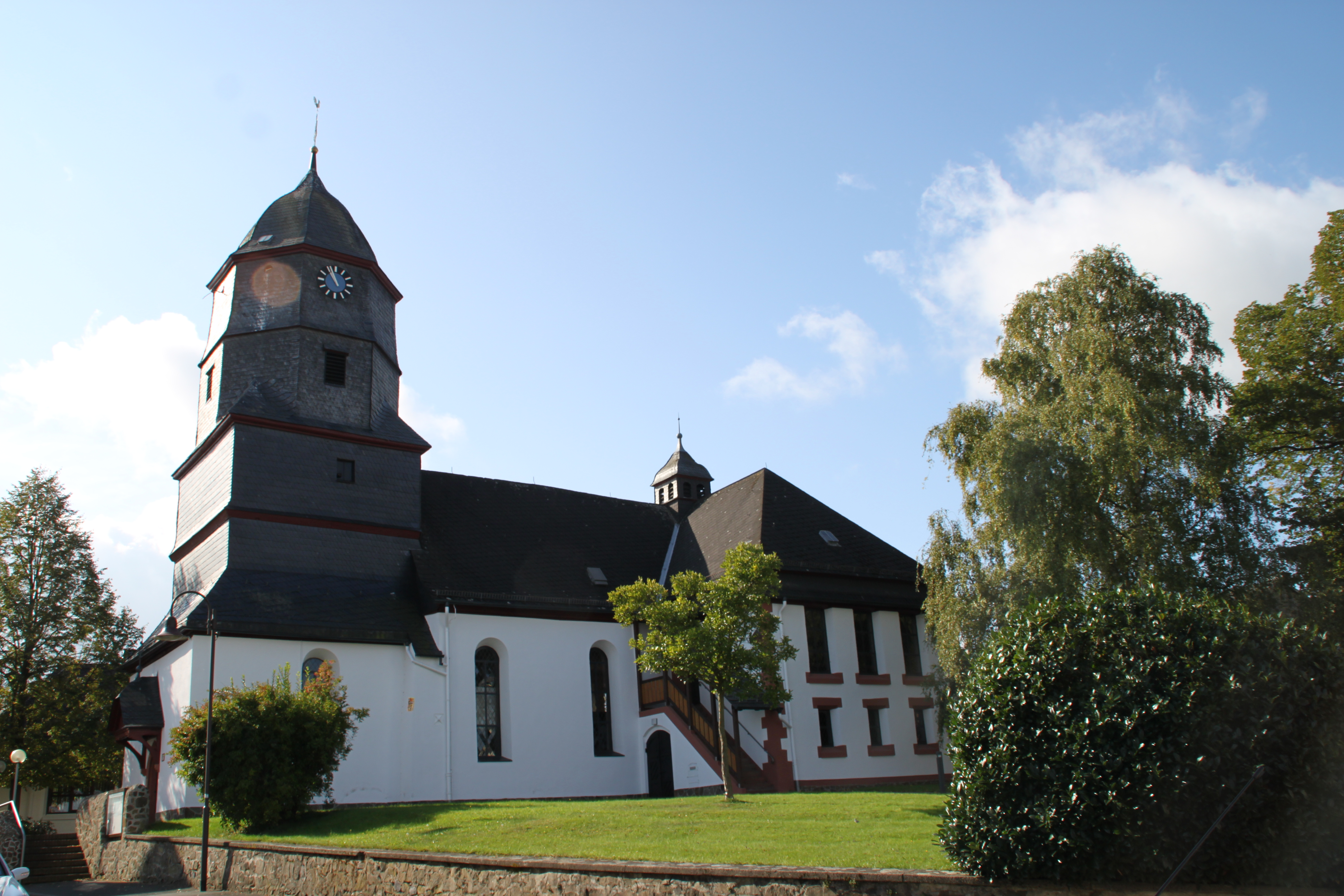
Evangelische Kirche
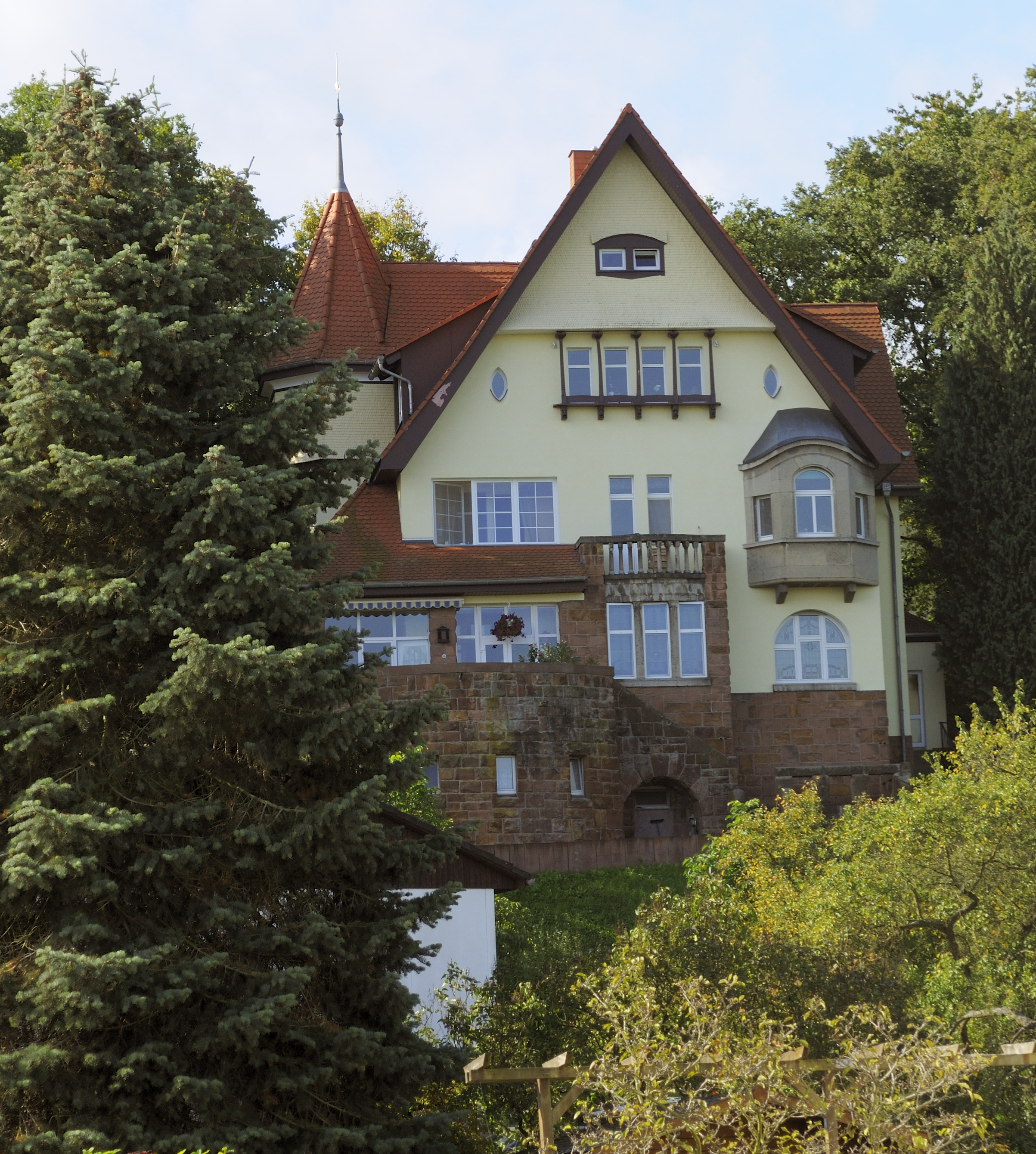
Die Villa Pascoe
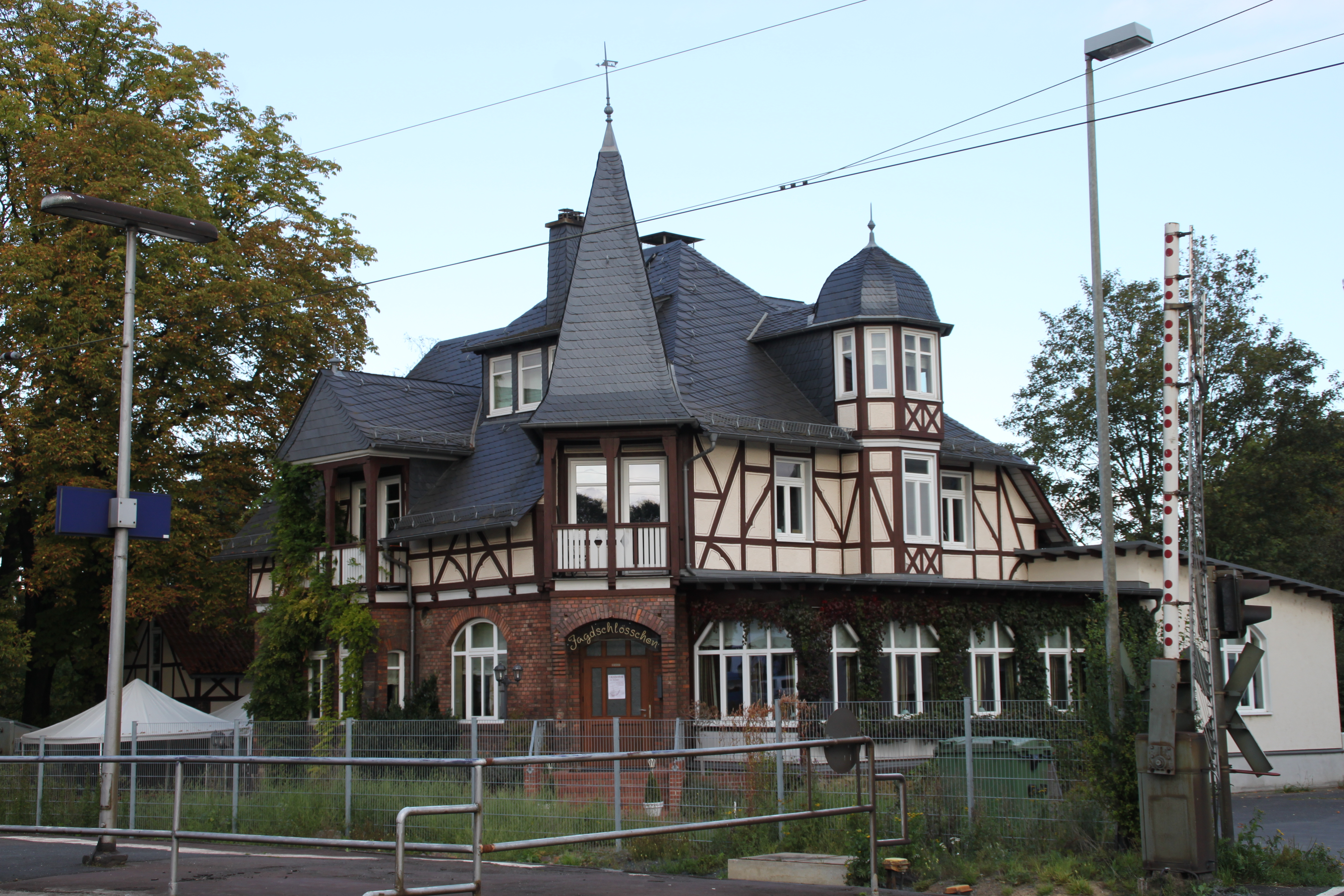
Das „Jagdschlösschen“
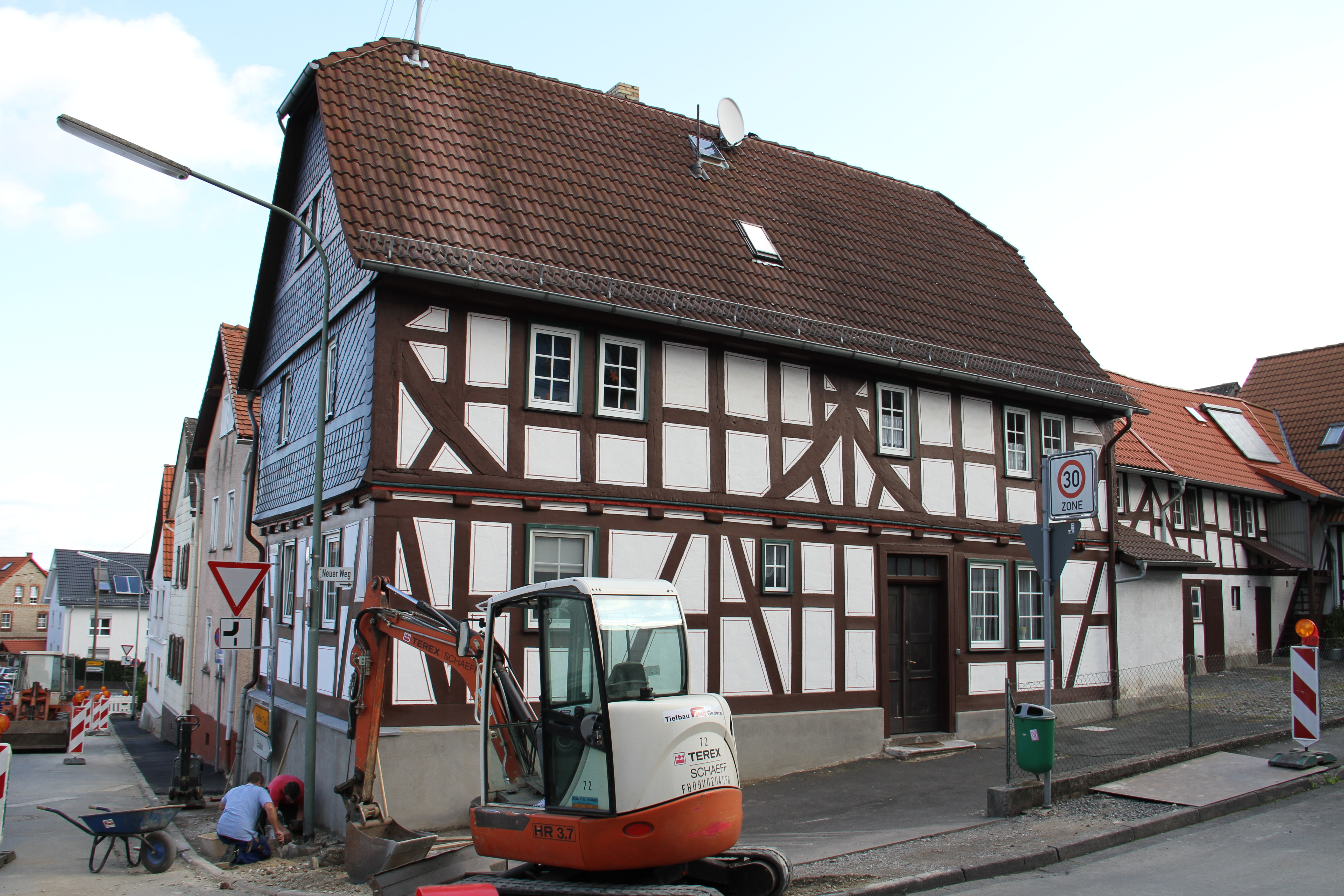
Barockes Fachwerkwohnhaus
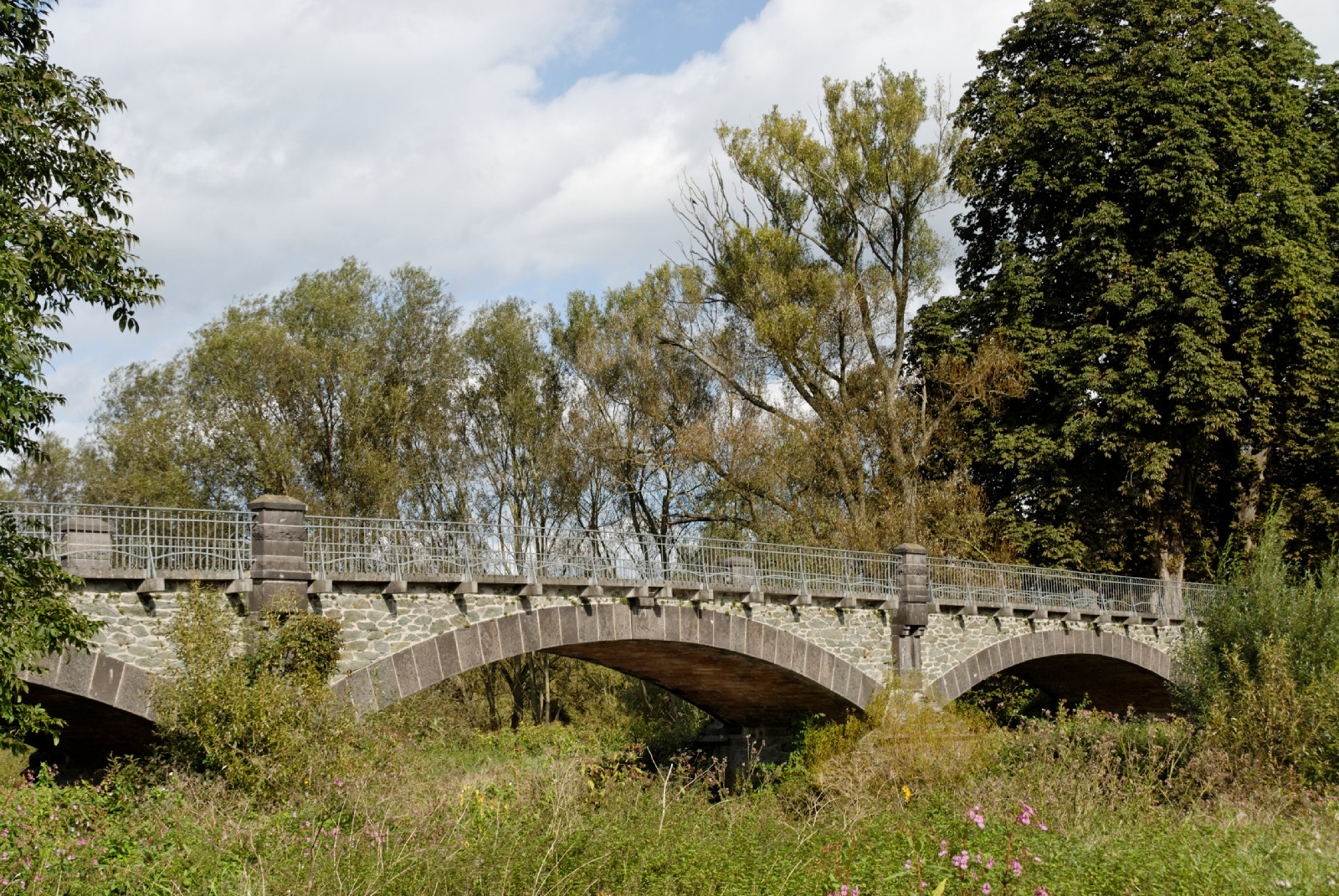
Die Lahnbrücke

## Wirtschaft und Infrastruktur

### Verkehr
Die Ortschaft ist über die Bundesautobahn 45 an der Anschlussstelle Wetzlar-Süd zu erreichen. Im Ort mündet die L 3285 aus Richtung Lahnau-Dorlar kommend auf die L 3451 (Wetzlar–Gießen). Außerdem zweigt die K 355 nach Münchholzhausen ab. Geplant ist des Weiteren eine eigene Anschlussstelle an die vierstreifige Bundesstraße 49, die nördlich an Dutenhofen vorbeiführt.
Unmittelbar nördlich des Ortes verläuft die Lahntalbahn. Der Stadtteil verfügt mit dem Bahnhof Dutenhofen (Kr Wetzlar) über eine eigene Bahnstation, an der die Regionalbahnen Dillenburg–Frankfurt und Limburg–Fulda im Stundentakt halten. Dutenhofen ist durch die Stadtbuslinie 11 in Richtung Gießen bzw. Wetzlar an das Wetzlarer Stadtbusnetz angebunden.

### Öffentliche Einrichtungen
Im Ort existieren eine 1933 gegründete Freiwillige Feuerwehr, eine 1912 erbaute und 1954/55 erweiterte Grundschule, zwei Kindertagesstätten, ein Stadtteilbüro, ein Gemeindezentrum und eine Sporthalle.
Dutenhofen verfügt sowohl über eine evangelische als auch eine katholische Kirche.

### Freizeit
In Dutenhofen befindet sich der Dutenhofener See, ein Badesee mit Campingplatz.

### Industrie und Handel
Im Osten des Stadtteils befindet sich ein Gewerbegebiet mit großflächigem Einzelhandel, im Ortszentrum ist zudem der Optikgerätehersteller Oculus Optikgeräte ansässig.
In Dutenhofen befinden sich Geschäftsstellen der Volksbank Mittelhessen sowie der Sparkasse Wetzlar. Außerdem ist eine Postagentur vorhanden.

## Persönlichkeiten
- Ria Deeg (1907–2000), Widerstandskämpferin gegen den Nationalsozialismus
- Manfred Landfester (1937–2024), Klassischer Philologe, ab 1980 ordentlicher Professor für Griechische Philologie in Gießen (wohnte in Dutenhofen)
- Wolfgang Klimpke (* 1967), Handballspieler (aufgewachsen in Dutenhofen)
- Till Klimpke (* 1998), Handballspieler (aufgewachsen in Dutenhofen)